# Municipio de Hebron (Dakota del Norte)
El municipio de Hebron (en inglés: Hebron Township) es un municipio ubicado en el condado de Williams en el estado estadounidense de Dakota del Norte. En el año 2010 tenía una población de 34 habitantes y una densidad poblacional de 0,26 personas por km².

## Geografía
El municipio de Hebron se encuentra ubicado en las coordenadas 48°14′54″N 103°57′36″O / 48.24833, -103.96000. Según la Oficina del Censo de los Estados Unidos, el municipio tiene una superficie total de 130.6 km², de la cual 130,58 km² corresponden a tierra firme y (0,01 %) 0,02 km² es agua.

## Demografía
Según el censo de 2010, había 34 personas residiendo en el municipio de Hebron. La densidad de población era de 0,26 hab./km². De los 34 habitantes, el municipio de Hebron estaba compuesto por el 100 % blancos. Del total de la población el 0 % eran hispanos o latinos de cualquier raza.